# Oak Hills (Oregon)
Oak Hills az Amerikai Egyesült Államok északnyugati részén, Oregon állam Washington megyéjében elhelyezkedő statisztikai település. A 2010. évi népszámláláskor 9050 lakosa volt. Területe 4 km², melynek 100%-a szárazföld. Önkormányzata nincs; habár különálló település, postailag Beavertonhoz tartozik. Fenntartója az Oak Hills Homeowners Association.
A település a Sunset Highwaytől és a Cornell Roadtól északra, a West Union Roadtól délre, a Bethany Boulevardtól keletre, a Northwest 143rd Avenue-tól pedig nyugatra helyezkedik el. Oak Hills tervezett közösség; a 60-as években épült fel. Az első 10 lakóház 1965 májusában készült el. A 100 hektáros területre 650 lakóépületet terveztek, ebből 627 családi ház. A környékbeli települések Cedar Mill keleten és Bethany délnyugaton. A tűzvédelemért a Tualatin Valley Fire and Rescue felel.
2013. július 10-én felvették a történelmi helyek jegyzékébe.

## Népesség

### 2010
A 2010-es népszámláláskor  11 333 lakója, 4177 háztartása és 3034 családja volt. A népsűrűség 2833,3 fő/km2. A lakóegységek száma 4342, sűrűségük 1085,5 db/km2. A lakosok 71,4%-a fehér, 1,5%-a afroamerikai, 0,3%-a indián, 19,3%-a ázsiai, 0,4%-a a Csendes-óceáni szigetekről származik, 2,8%-a egyéb, 4,2%-a pedig kettő vagy több etnikumú. A spanyol vagy latino származásúak aránya 6,9% (4,4% mexikói, 0,3% Puerto Ricó-i, 0,2% kubai, 2% egyéb spanyol vagy latino származású.)
A háztartások 41,5%-ában élt 18 évnél fiatalabb. 60,7% házas, 8,5% egyedülálló nő, 3,5% egyedülálló férfi, 27,4% pedig nem család. 21,2% egyedül élt; 5,1%-uk 65 éves vagy idősebb. Egy háztartásban átlagosan 2,71 személy élt; a családok átlagmérete 3,18 fő.
A medián életkor 35 év volt. Lakóinak 28,5%-a 18 évesnél fiatalabb, 5,1% 18 és 24 év közötti, 31,2%-uk 25 és 44 év közötti, 26,3%-uk 45 és 64 év közötti, 8,9%-uk pedig 65 éves vagy idősebb. A lakosok 48,8%-a férfi, 51,2%-a pedig nő.

### 2000
A 2000-es népszámláláskor   9050 lakója, 3397 háztartása és 2374 családja volt. A népsűrűség 2269 fő/km2. A lakóegységek száma 3478, sűrűségük 872 db/km2. A lakosok 78,45%-a fehér, 1,28%-a afroamerikai, 0,43%-a indián, 13,76%-a ázsiai, 0,23%-a a Csendes-óceáni szigetekről származik, 3,01%-a egyéb-, 2,83%-a pedig kettő vagy több etnikumú. A spanyol vagy latino származásúak aránya 5,82% (4,4% mexikói, 0,1% Puerto Ricó-i, 0,1% kubai, 1,2% pedig egyéb spanyol/latino származású.)
A háztartások 39,8%-ában élt 18 évnél fiatalabb. 59,8% házas, 6,7% egyedülálló nő; 30,1% pedig nem család. 23% egyedül élt; 2,9%-uk 65 éves vagy idősebb. Egy háztartásban átlagosan 2,66 személy élt; a családok átlagmérete 3,19 fő.
Lakóinak 29%-a 18 évesnél fiatalabb, 9% 18 és 24 év közötti, 34,5%-uk 25 és 44 év közötti, 21,6%-uk 45 és 64 év közötti, 6%-uk pedig 65 éves vagy idősebb. A medián életkor 32 év volt. Minden 100 nőre 103 férfi jut; a 18 évnél idősebb nőknél ez az arány 102,1.
A háztartások medián bevétele 61 217 amerikai dollár, ez az érték családoknál $71 849. A férfiak medián keresete $53 000, míg a nőké $29 864. Az egy főre jutó bevétel (PCI) $27 163. A családok 1,4%-a, a teljes népesség 3,8%-a élt létminimum alatt; a 18 év alattiaknál ez a szám 3,3%, a 65 évnél idősebbeknél pedig 3,1%.

## Fordítás
Ez a szócikk részben vagy egészben  az   Oak Hills, Oregon című angol Wikipédia-szócikk ezen változatának fordításán alapul.  Az eredeti cikk szerkesztőit annak laptörténete sorolja fel. Ez a jelzés csupán a megfogalmazás eredetét és a szerzői jogokat jelzi, nem szolgál a cikkben szereplő információk forrásmegjelöléseként.